# Synagoge (Niederbronn-les-Bains)

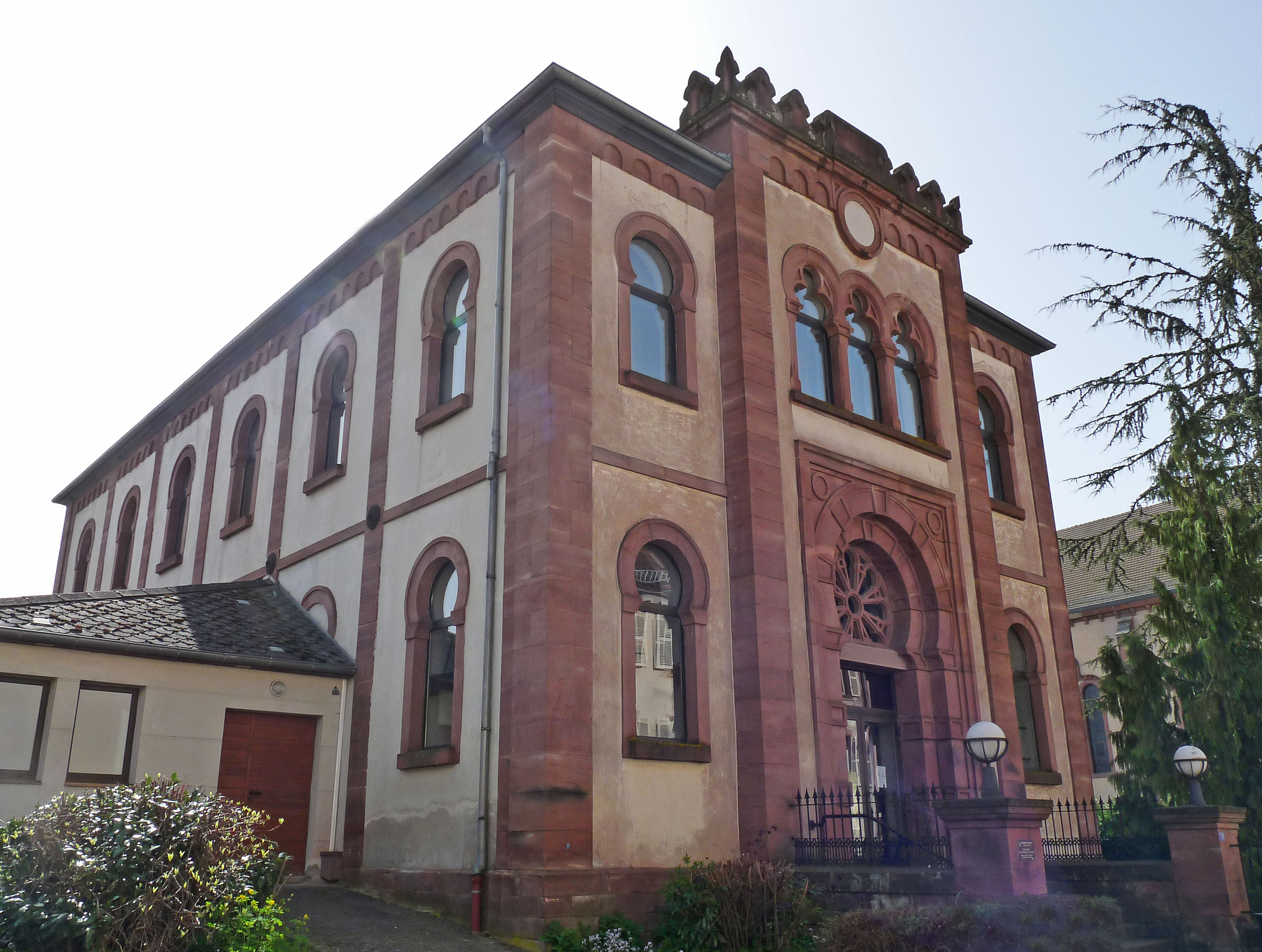
Synagoge in Niederbronn-les-Bains, 2011

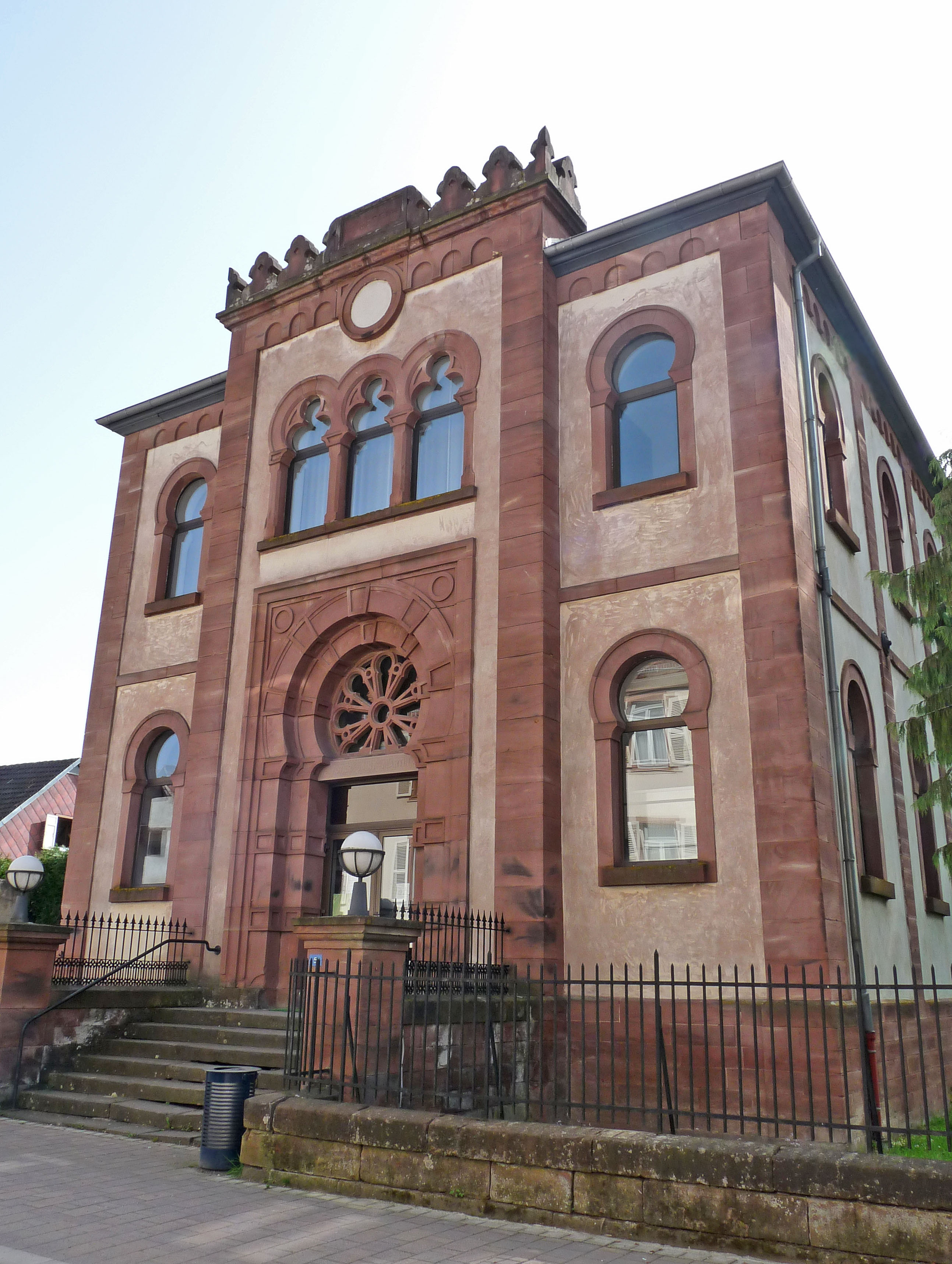
Portalfassade der Synagoge, 2011

Die Synagoge in Niederbronn-les-Bains, einer französischen Stadt im Département Bas-Rhin in der historischen Region Elsass, ist ein ehemaliges Gotteshaus, das heute nicht mehr für den Gottesdienst genutzt wird. Das seit 1992 unter Denkmalschutz (Monument historique) stehende Synagoge befindet sich in der Rue Elisabeth Eppinger.

## Geschichte
Die jüdische Gemeinde in Niederbronn-les-Bains entstand im Laufe des 18. Jahrhunderts. Es bestand bereits eine ältere Synagoge, die in den 1833 errichtet worden war. Da die jüdische Gemeinde in der Mitte des 19. Jahrhunderts ihren zahlenmäßigen Höchststand mit über 300 Mitgliedern erreicht hatte und deshalb die alte Synagoge zu klein geworden war, wurde eine neue Synagoge errichtet, die am 22. September 1869 eingeweiht wurde.
Die im neomaurischen Stil erbaute Synagoge wurde während des Zweiten Weltkrieges von den deutschen Besatzern verwüstet und ausgeplündert. Nach 1945 wurde sie wieder als Synagoge genutzt und schließlich 1989 an die katholische Pfarrgemeinde verkauft. Diese baute das Gebäude zu einem Gemeindezentrum um.